# Gary Farmer

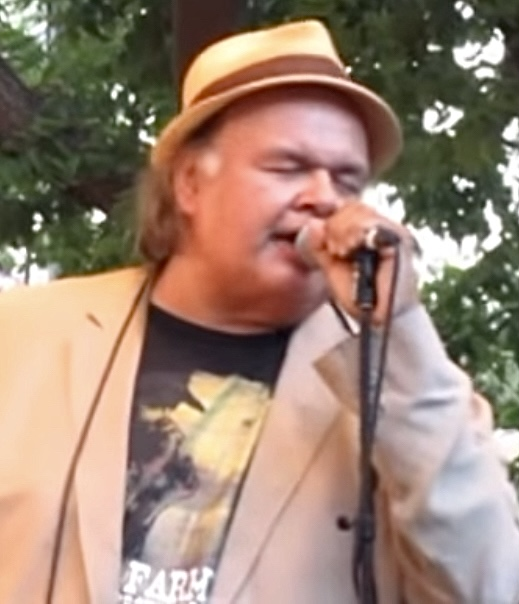
Gary Farmer, 2012

Gary Farmer (* 12. Juni 1953 in Ohsweken, Ontario) ist ein kanadischer Schauspieler.

## Leben
Gary Farmer wurde in Ohsweken im Six-Nations-Reservat als Angehöriger des Volks der Cayuga geboren.
Farmer spielte in vielen kanadischen und amerikanischen Film- und Fernsehproduktionen. Bekannt wurde er vor allem durch die Rolle als Nobody in Jim Jarmuschs Film Dead Man. Er wurde zweimal, 1989 für die Rolle des Philbert Bono in Zwei Cheyenne auf dem Highway und 1997 für Dead Man, vom American Indian Film Festival in San Francisco als Bester Schauspieler ausgezeichnet. 1997 wurde er auch von First Americans in the Arts in Los Angeles, ebenfalls für Dead Man, zum Besten Schauspieler gewählt.
1993 gründete er Aboriginal Voices, eine Zeitschrift zur Entwicklung der indigenen Kunst und Kultur, und war bis zur Einstellung 1999 Herausgeber. Er engagiert sich für die indianische Kultur auch als Gründer und Direktor von Aboriginal Voices Radio sowie als Veranstalter von Kulturfestivals.
Gary Farmer ist auch als Musiker und Filmemacher aktiv.

## Filmografie (Auswahl)
- 1983: The Littlest Hobo (Fernsehserie, Episode 5x08 Lumberjacks)
- 1989: Zwei Cheyenne auf dem Highway (Powwow Highway)
- 1991: Canyon Cop (The Dark Wind)
- 1992: Blown Away – Ausgelöscht (Blown Away)
- 1994: Henry & Verlin
- 1995: Ritter der Dämonen (Tales from the Crypt: Demon Knight)
- 1995: Dead Man
- 1998: Smoke Signals
- 1999: Ghost Dog – Der Weg des Samurai (Ghost Dog: The Way of the Samurai)
- 2001: Milo – Die Erde muss warten (Delivering Milo)
- 2001: The Score
- 2002: Skins[1]
- 2002: Adaption – Der Orchideen-Dieb (Adaptation.)
- 2007: Intervention
- 2007: All Hat
- 2013: Jimmy P. – Psychotherapie eines Indianers
- 2014–2015: The Red Road (Fernsehserie, 6 Episoden)
- 2015: Zoo (2 Episoden)
- 2019: First Cow
- 2020: Cowboys
- 2021–2024: Resident Alien (Fernsehserie, 26 Episoden)
- 2022: The English (Miniserie, Episoden 1x02–1x03)